# Saison 2015 des Tigers de Détroit
La saison 2015 des Tigers de Détroit est la 115e saison en Ligue majeure de baseball pour cette franchise.
Après avoir terminé au premier rang de la division Centrale de la Ligue américaine quatre années consécutives, de 2011 à 2014, les Tigers connaissent en 2015 leur première saison perdante et leur pire bilan depuis 2008. Ils gagnent 74 matchs contre 87 défaites (16 de plus qu'en 2014) et terminent derniers sur 5 clubs dans leur division. Les insuccès sur le terrain et le besoin impératif de rajeunir l'équipe mènent aux échanges des joueurs étoiles Yoenis Céspedes et David Price, des décisions qui coûtent son poste à Dave Dombrowski, le directeur général de longue date, remplacé par Al Avila. 

## Contexte
Les Tigers remportent en 2014 le titre de la division Centrale de la Ligue américaine pour la 4e année de suite, un fait inédit dans la longue histoire de la franchise. Dirigés pour une première saison par Brad Ausmus, ils remportent trois matchs de moins que l'année précédente mais, encore une fois, coiffent leurs adversaires, cette fois Kansas City, par un seul match pour le premier rang. Détroit termine l'année avec 90 gains contre 72 défaites, mais le parcours en éliminatoires est coupé court par les champions de la division Est, les Orioles de Baltimore, qui balaient les Tigers en 3 matchs de Série de divisions.

## Intersaison
Le joueur le plus convoité de l'hiver 2014-2015 est le lanceur partant droitier Max Scherzer. Le joueur de 30 ans, membre des Tigers depuis 2010 et gagnant en 2013 du trophée Cy Young du meilleur lanceur de la Ligue américaine, devient en effet agent libre. Le 21 janvier 2015, il accepte un contrat de 210 millions de dollars pour 7 saisons chez les Nationals de Washington.
Le frappeur désigné Víctor Martínez, meilleur atout offensif des Tigers en 2014 et 2e du vote de fin d'année désignant le joueur par excellence de la Ligue américaine, devient lui aussi agent libre mais paraphe le 14 novembre 2014 une nouvelle entente de 4 saisons pour 68 millions de dollars avec Détroit.

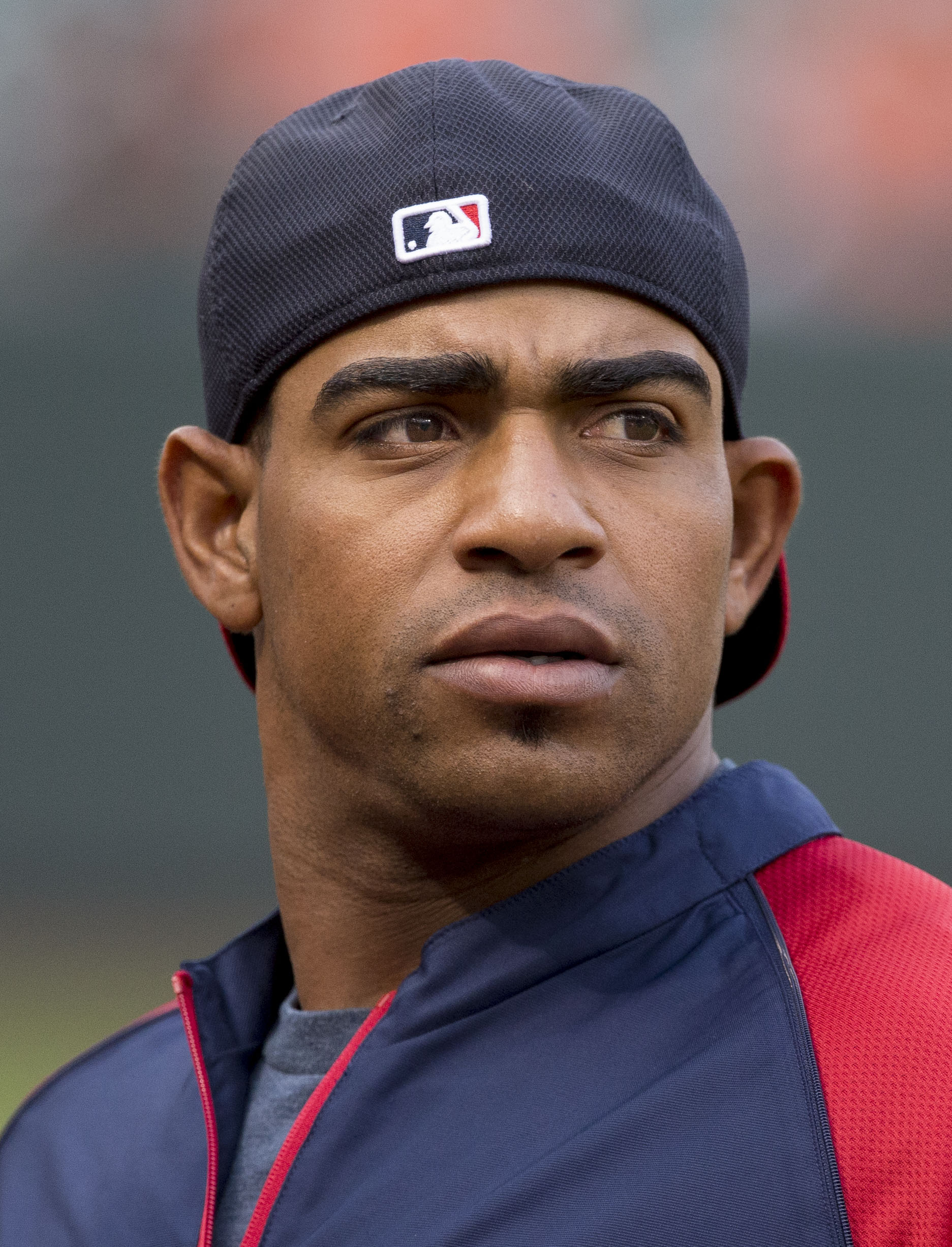
Yoenis Céspedes est échangé de Boston à Détroit avant le début de la saison 2015.

Plusieurs lanceurs de l'enclos de relève, encore une fois un point faible de l'équipe en 2014, entre sur le marché des joueurs autonomes : les droitiers Joba Chamberlain, Phil Coke, Joel Hanrahan et Jim Johnson et le gaucher Phil Coke. Du lot, Hanrahan signe un nouveau contrat des ligues mineures avec les Tigers, Chamberlain accepte tardivement (le 24 février 2015) une nouvelle entente d'une saison, tandis que Johnson rejoint les Braves d'Atlanta.
Les Tigers sont impliqués dans plusieurs transactions, notamment celle qui voit le joueur d'arrêt-court Didi Gregorius passer des Diamondbacks de l'Arizona aux Yankees de New York le 5 décembre 2014. Troisième club mêlé à l'échange, les Tigers cèdent le lanceur gaucher Robbie Ray et le joueur de champ intérieur des ligues mineures Domingo Leyba aux Diamondbacks et reçoivent des Yankees le lanceur droitier Shane Greene.
Le 11 décembre, Détroit accueille le voltigeur étoile Yoenis Céspedes, le lanceur droitier Alex Wilson et le lanceur gaucher Gabe Speier, qui sont acquis des Red Sox de Boston en échange du lanceur partant droitier Rick Porcello. Le même jour, les Tigers remplacent Porcello dans la rotation par Alfredo Simón, un droitier, qui est acquis des Reds de Cincinnati en retour de l'arrêt-court Eugenio Suárez et le lanceur droitier Jonathon Crawford.
Le 13 novembre 2014, les Tigers transfèrent le joueur de deuxième but des ligues mineures Devon Travis aux Blue Jays de Toronto en retour du voltigeur Anthony Gose.
Après deux saisons chez les Brewers de Milwaukee, le releveur gaucher Tom Gorzelanny rejoint les Tigers pour un an le 6 décembre 2015.

## Calendrier pré-saison
L'entraînement de printemps 2015 des Tigers se déroule du 2 mars au 4 avril.

## Saison régulière
La saison régulière de 162 matchs des Tigers débute le 6 avril par la visite à Détroit des Twins du Minnesota, et se termine le 4 octobre suivant.

### Classement
| Ligue américaine division Centrale | V  | D  | %    | Diff. | Diff. (séries) |
| ---------------------------------- | -- | -- | ---- | ----- | -------------- |
| Royals de Kansas City              | 95 | 67 | ,586 | -     | -              |
| Twins du Minnesota                 | 83 | 79 | ,512 | 12    | 3              |
| Indians de Cleveland               | 81 | 80 | ,503 | 13½   | 4½             |
| White Sox de Chicago               | 76 | 86 | ,469 | 19    | 10             |
| Tigers de Détroit                  | 74 | 87 | ,460 | 20½   | 11½            |

### Avril
- 9 avril : Après avoir blanchi les Twins du Minnesota deux fois, les Tigers leur accordent un seul point non mérité dans une autre victoire, cette fois par le score de 7-1. Détroit établit le record de la Ligue américaine en ayant blanchi l'adversaire 24 manches de suite en début de campagne, deux de plus que les White Sox de Chicago de 1947[22].
- 10 avril : Dans un autre match contre Minnesota, les Tigers égalent le record des majeures établis par les Cardinals de Saint-Louis de 1963 lorsqu'ils accordent un premier point mérité après en avoir privé l'adversaire au cours des 32 premières manches de la saison[23].
- 13 avril : Après 6 victoires de suite, les Tigers encaissent aux mains des Pirates de Pittsburgh leur première défaite de 2015[24], leur meilleur départ depuis 1985[25].

### Mai
- 16 mai : Dans un match à Saint-Louis, Miguel Cabrera des Tigers frappe le 400e circuit de sa carrière, pour devenir le premier Vénézuélien à atteindre ce total et battre l'ancien record de 399 établi par Andrés Galarraga[26].

### Juillet
- 4 juillet : La vedette des Tigers Miguel Cabrera est placé sur la liste des joueurs blessés pour la première fois de sa carrière de 13 saisons, en raison d'une blessure au mollet gauche qui ne laisse pas d'espoir de retour au jeu avant six semaines[27].
- 30 juillet : Les Tigers échangent le lanceur gaucher étoile David Price aux Blue Jays de Toronto contre les jeunes lanceurs gauchers Daniel Norris, Jairo Labourt et Matt Boyd[28].

### Août
- 16 août : En haussant son total à 1 425, Miguel Cabrera, des Tigers, dépasse Andrés Galarraga et établit le nouveau record de points produits en carrière par un joueur du Venezuela[29].

## Affiliations en ligues mineures
| Niveau            | Équipe                    | Ligue                    |
| ----------------- | ------------------------- | ------------------------ |
| AAA               | Mud Hens de Toledo        | Ligue internationale     |
| AA                | SeaWolves d'Érié          | Eastern League           |
| A-Advanced        | Flying Tigers de Lakeland | Florida State League     |
| A                 | West Michigan Whitecaps   | Midwest League           |
| A (saison courte) | Tigers du Connecticut     | New York-Penn League     |
| Ligue des recrues | GCL Tigers                | Gulf Coast League        |
| Ligue des recrues | DSL Tigers                | Dominican Summer League  |
| Ligue des recrues | VSL Tigers                | Venezuelan Summer League |